# You May Now Kiss the... Uh... Guy Who Receives
You May Now Kiss the... Uh... Guy Who Receives (titulado Puedes besar a la... hm... al tío que va recibir en España y Puedes besar al... emm... novio en Hispanoamérica) es el vigesimoquinto episodio de la cuarta temporada de la serie Padre de familia emitido el 30 de abril de 2006 a través de FOX.
En el episodio, Jasper, el primo gay de Brian viene a Quahog con la idea de casarse con su novio Ricardo, sin embargo ve sus planes por tierra cuando el Alcalde West pretende elaborar un decreto de ley con el que prohibirá los matrimonios entre personas del mismo sexo con el objetivo de distraer a la opinión pública de un caso de malversación que afecta a los contribuyentes.
El capítulo está escrito por David A. Goodman y dirigido por Dominic Polcino. Las críticas por parte de los medios críticos fueron dispares. El episodio fue visto por 7,8 millones de televidentes en el primer día.

## Argumento
Cuando Jasper, el primo de Brian viene a Quahog con su novio Ricardo, anuncia ante los Griffin su decisión de casarse, por lo que reciben la enhorabuena de todos los Griffin (en especial Brian) salvo por Lois, la cual se opone al matrimonio gay. Por otro lado, el alcalde West anuncia ante la ciudadanía de que ha mandado construir una estatua de oro de la rana de los Smacks de Kellogg's como homenaje a los caídos durante la II Guerra del Golfo cuyo coste (según sus palabras) "no tiene casi nada que ver con los recortes presupuestarios". Acto que indigna a los mismos residentes entre los que se encuentra Alyssa, una compañera de clase de Chris que se siente atraído por ella. 
Mientras tanto, West piensa en como salir impune del escándalo, por lo que decide aprobar un decreto ley en el que deroga los matrimonios entre personas del mismo sexo como "cortina de humo". Como resultado de la noticia, Jasper se deprime, por lo que Brian le promete que hará cambiar de opinión al alcalde mediante una recogida de firmas que resulta ser un éxito tras obtener el apoyo de 10 000 personas, no obstante, Lois se mantiene firme en su decisión y decide irse con Stewie a casa de sus padres para no ser testigo de la boda. Sin embargo, Brian se encuentra ante un problema: Chris se ha unido al Club de Jóvenes Republicanos para impresionar a Alyssa, quema las firmas con la promesa de que esta le dejaría tocarle los pechos, por lo que Brian empieza una carrera contrarreloj para recaudar otras 10 000 firmas y presentarlas ante el alcalde. Desafortunadamente, no parece dispuesto a cambiar su parecer y Brian le arrebata el revólver a un guardia de seguridad y secuestra al político.
Por otra parte, Lois sigue ajena a lo que sucede en Quahog hasta que ve cómo Brian mantiene a Adam West como rehén, comprendiendo lo importante que es para él por lo que cambia de opinión cuando descubre que no solo sus padres se odian entre sí, sino que fue educada con el mismo fin, por lo que vuelve a Quahog y trata de convencer a Brian de que libere al alcalde para no dañar su causa. Tras escucharla, Brian acepta entregarse y el alcalde rompe el decreto al ver que la ciudadanía se ha olvidado del asunto de la estatua gracias a él, por lo que finalmente, Jasper y Ricardo consiguen casarse en el jardín de los Griffin.

## Producción
El episodio fue escrito por David A. Goodman y dirigido por Dominic Polcino. La idea para el argumento vino de Seth MacFarlane mientras escribía un episodio sobre dos gays. MacFarlane se describió a sí mismo como "un defensor incondicional de la comunidad LGBT" y declaró que considera "indignante" que un recepcionista de un hotel les pregunten "desea una habitación o dos?" mientras les mira como si fuesen "un espectáculo de feria".
Aparte del reparto habitual de la serie, el episodio contó con la participación de los actores Michael Clarke Duncan, Ralph Garman, Rachael MacFarlane, Chad Morgan, Charles Reid, Craig Reid, Kevin Michael Richardson, Stark Sands y Adam West, el cual hizo una parodia exagerada de sí mismo.
Debido a las políticas de la cadena, el episodio sufrió varios cambios. La escena en la que Peter le dice a su mujer "tampoco es que vayamos a montar una orgía gay en el salón" cuando al principio en el borrador decía "tampoco es que vayamos a agujerear las paredes del salón".
El equipo técnico de la serie también recibió una petición de la cadena sobre la escena en la que el cura le muestra a Lois un vídeo sobre la homosexualidad presentado por Pat Robertson en el que pidieron que no hicieran responsable a la FOX sobre la supuesta opinión hacia la comunidad gay. Los guionistas también tuvieron problemas para mostrar a Lois como contraria al matrimonio entre personas del mismo sexo ya que no la retrataban como en otros episodios anteriores en los que tenía una mentalidad más abierta. En la edición DVD hay una escena eliminada en la que Stewie y Ricardo mantienen una conversación en tagalo debido a que este último no sabía inglés. En la conversación, cuando este le preguntaba "que está pasando" Stewie le responde: "ya lo verás en la noche de bodas".

## Referencias culturales

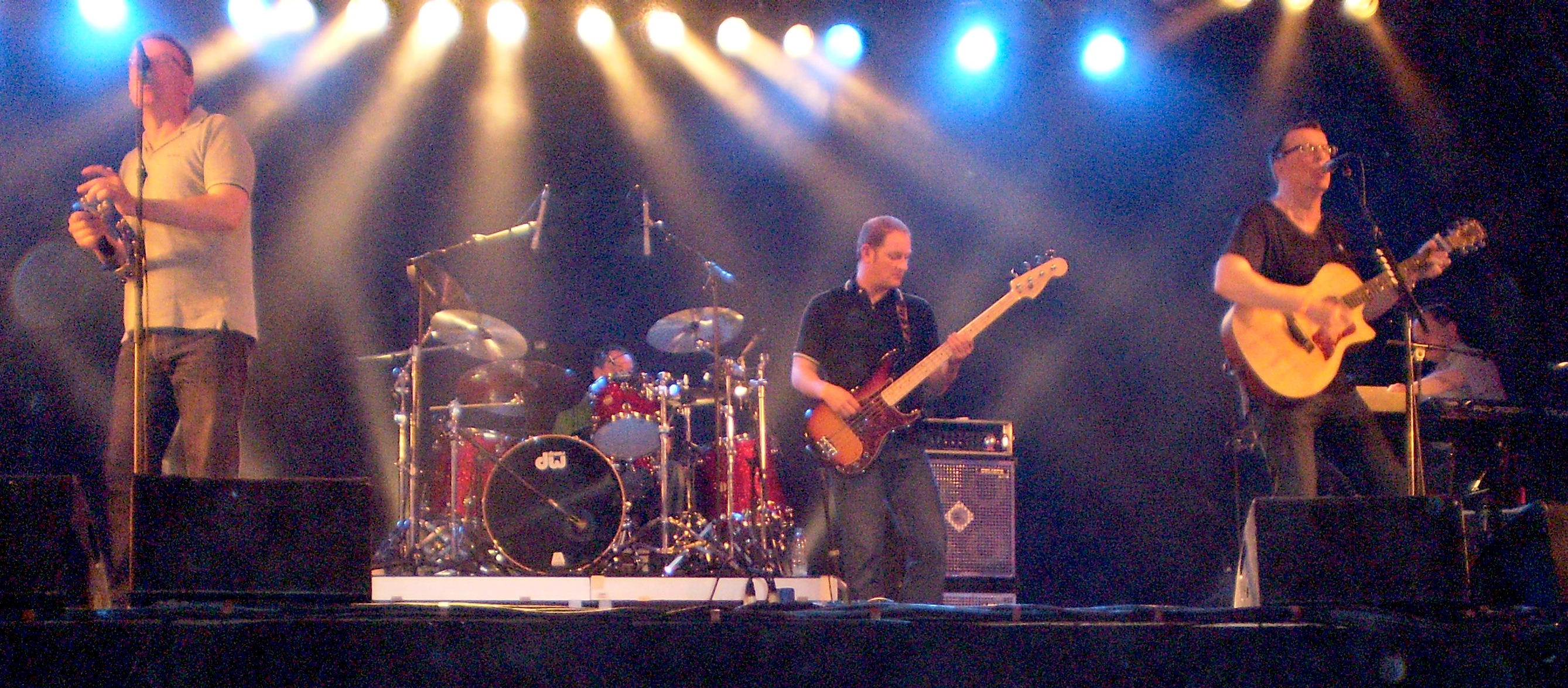
El dúo The Proclaimers colaboraron en el episodio como sí mismos